# Pave Johannes 2.
Pave Johannes 2. (470 – 8. maj 535) var pave fra 2. januar 533 til sin død i 535.
Han blev født Mercurius i Rom i 470 og blev præst i Basilica di San Clemente på Celiohøjen. I St. Clement-basilikaen findes fortsat flere mindesmærker efter "Johannes med efternavnet Mercurius".